# Società Ricerche Esperienze Meteorologiche
Società Ricerche Esperienze Meteorologiche (SOREM) är ett italienskt flygföretag, som är dotterbolag till Aeroservices group, som arbetar med vattenbegjutning från luften.
SOREM grundades 1956, har sedan 1998 varit kontraktör för den italienska katastrofmyndigheten Protezione Civiles flotta av vattenbombare av typ Bombardier 415 och Canadair CL-215. Företaget uppdrag leds av Centro Operativo Aereo Unificato vid Protezione Civile. Nuvarande kontrakt sträcker sig från december 2005 till 2015.
Under sommaren 2006 flög SOREM med 16 Bombardier 415 för Protezione Civile. Under året gjordes 18.100 dropp av kemikalietillsatt vatten , totalt 111.500 ton, i 1.200 uppdrag i samband med 774 större bränder. 
SOREM disponerade 2006 också sex vattenbombare av typ Canadair CL-215, vilka användes för uppdrag för utländska kunder. 
År 2006 hade företaget huvudbas på Rom-Ciampino flygplats i Rom och två andra baser för södra respektive norra Italien i Reggio Calabria och Genua.

## Utlandsuppdrag i urval
- 2005 Två Bombardier 415 tjänstgjorde efter tsunamin i Sri Lanka fyra månader
- 2014 Två Bombardier 415 i Sverige för Skogsbranden i Västmanland 2014